# Diego Aventín
Diego Oscar Raúl Aventín (Morón, Buenos Aires; 21 de septiembre de 1980), es un piloto argentino de automovilismo, actualmente retirado. Compitió en diferentes categorías de nivel nacional, destacándose en el Turismo Carretera, TC 2000 y Top Race, obteniendo diferentes títulos.
Debutó a nivel profesional en el año 1996, en la categoría Gran Turismo Internacional (GTI) y contando con apenas 15 años de edad. En esta categoría, obtuvo su primer título en 1997. Años más tarde, pasaría a competir en el Gran Turismo Americano (GTA), donde al comando de un Chevrolet Corvette, obtuvo su segundo título nacional en 2001. Compitió también en el TC Pista antes de ascender en 1999 al Turismo Carretera, categoría en la que compitió durante 15 años. Allí logró 16 victorias con el Ford Falcon y se consagró campeón en el año 2013. Fue también campeón del Top Race en 2002. Asimismo, en el año 2012 inició su carrera dirigencial, siendo primeramente elegido como vocal de la Asociación Corredores de Turismo Carretera y finalmente en 2013, como vicepresidente de dicha entidad.
Anunció su retiro de la actividad el 20 de mayo de 2014, tras haber disputado las primeras seis fechas de la Temporada 2014 de Turismo Carretera. Como motivo de esta decisión, argumentó su intención de asumir de manera definitiva su cargo de vicepresidente de la ACTC, del cual, al momento de su retiro como piloto, se encontraba en uso de licencia por ejercer su actividad profesional.
Entre sus relaciones personales, se lo reconoce por ser hijo de Oscar Aventín, excampeón de TC y expresidente de la ACTC, y sobrino de Antonio Aventín, también excampeón de TC y dirigente de la ACTC.

## Biografía
Sus inicios deportivos, estuvieron en la extinta categoría Súper Turismo 3000, donde al comando de un Nissan 300 ZX hizo sus primeras armas en el automovilismo nacional, contando con apenas 14 años de edad. En 1996, la categoría cambia de nombre a Gran Turismo Internacional (GTI), pasando a contar con nuevas unidades en su parque automotor. En este sentido, Diego pasa a competir con un BMW E21 (325), con el cual obtuvo su primer triunfo. Su carrera en el GTI continuó un año más, conquistando finalmente el título en el año 1997, sobre un BMW E36 (325). Cabe destacar que, debido a la fecha de nacimiento de Diego, su título le llegó luego de haber cumplido los 17 años de edad.
En 1998 desarrolló su primera temporada doble, al debutar en la divisional TC Pista y en la categoría Top Race. En la primera, Diego se subió a un Ford Falcon con el que luchó por el título, debiendo conformarse con el subcampeonato, por detrás de Roberto Rivas, campeón con Chevrolet Chevy. Por su parte, en el Top Race continuó compitiendo con la marca BMW dentro del equipo Proas Motorsport, culminando en la tercera colocación. La obtención del subcampeonato del TC Pista, le terminó abriendo las puertas para competir en el Turismo Carretera, a partir del año 1999.
En 1999 inició su carrera dentro del TC y paralelo a ello, también desarrollaba su carrera en el Top Race, categoría en la que cerró el año con el subcampeonato, por detrás del multicampeón Juan María Traverso, alcanzando esta distinción ya en su segunda temporada dentro de esta categoría. En el año 2000 le llegaría la posibilidad de sumar una nueva categoría a su agenda, al incursionar en el Gran Turismo Americano (GTA), categoría creada por ACTC en el año 1997, en donde Diego debutó primeramente sobre un Ford Mustang, para luego dar paso a un Chevrolet Corvette. En su primera temporada, cerró su carrera en la quinta colocación, mientras que en 2001 volvió a subirse a lo más alto del podio, obteniendo su segundo título a nivel profesional. Por otra parte, el 02 de septiembre de 2001, en el Autódromo Ciudad de Nueve de Julio, obtuvo su primera victoria en el Turismo Carretera, siempre sobre un Ford Falcon. Este triunfo, lo terminó colocando como el ganador número 175 en el historial de pilotos ganadores del Turismo Carretera.
En el año 2002 continuó alternando entre el Turismo Carretera y el Top Race, pero en esta oportunidad con un sabor especial, ya que nuevamente volvió a festejar un campeonato al proclamarse dentro del TR, al comando de su BMW E36, en una definición empañada por el mal resultado de su rival de turno, Daniel Belli. Por su parte, en el Turismo carretera comenzaba a exhibir un buen potencial al comando de su Ford, llegando a la última fecha del campeonato en una definición mano a mano con Guillermo Ortelli. Finalmente, inconvenientes sufridos en la serie y su considerado retraso en la final, terminarían haciéndolo conformar con el tercer puesto del campeonato.
- [8]

## Trayectoria
| Año  | Categoría                                             | Automóvil          |
| ---- | ----------------------------------------------------- | ------------------ |
| 1995 | Debut en Súper Turismo 3000                           | Nissan 300 ZX      |
| 1996 | Debut en Gran Turismo Internacional                   | BMW 325            |
| 1997 | Campeón de Gran Turismo Internacional                 | BMW 325            |
| 1997 | Top Race                                              | BMW 325            |
| 1998 | Top Race                                              | BMW 325            |
| 1998 | TC Pista. Debut y subcampeonato                       | Ford Falcon        |
| 1999 | Debut en Turismo Carretera                            | Ford Falcon        |
| 1999 | Top Race                                              | BMW 325            |
| 2000 | Turismo Carretera                                     | Ford Falcon        |
| 2000 | Top Race                                              | BMW 325            |
| 2000 | Debut en Gran Turismo Americano                       | Ford Mustang       |
| 2001 | Turismo Carretera                                     | Ford Falcon        |
| 2001 | Top Race                                              | BMW 325            |
| 2001 | Campeón Gran Turismo Americano                        | Ford Mustang       |
| 2001 | Campeón Gran Turismo Americano                        | Chevrolet Corvette |
| 2001 | GT 2000, 1 carrera                                    | ADA-Vectra         |
| 2002 | Turismo Carretera                                     | Ford Falcon        |
| 2002 | Campeón Top Race                                      | BMW 325            |
| 2003 | Turismo Carretera                                     | Ford Falcon        |
| 2003 | Top Race                                              | BMW 325            |
| 2004 | Turismo Carretera                                     | Ford Falcon        |
| 2004 | Top Race                                              | BMW 325            |
| 2004 | Debut en TC 2000                                      | Ford Focus I       |
| 2005 | Turismo Carretera                                     | Ford Falcon        |
| 2005 | TC 2000                                               | Ford Focus I       |
| 2006 | Turismo Carretera                                     | Ford Falcon        |
| 2006 | TC 2000                                               | Honda Civic VII    |
| 2007 | Turismo Carretera                                     | Ford Falcon        |
| 2007 | Top Race V6. Debut y subcampeonato                    | Ford Mondeo II     |
| 2007 | TC Mouras, invitado                                   | Ford Falcon        |
| 2008 | Turismo Carretera                                     | Ford Falcon        |
| 2008 | Top Race V6                                           | Ford Mondeo II     |
| 2008 | TC Mouras, invitado                                   | Ford Falcon        |
| 2009 | Turismo Carretera                                     | Ford Falcon        |
| 2009 | Top Race V6                                           | Ford Mondeo II     |
| 2009 | Endurance Series de TC 2000, invitado                 | Toyota Corolla     |
| 2010 | Turismo Carretera                                     | Ford Falcon        |
| 2010 | Top Race V6, Copa América y Torneo Clausura           | Citroën C5 II      |
| 2010 | Top Race V6, Copa América y Torneo Clausura           | Ford Mondeo II     |
| 2010 | Invitado a los 200 km de Buenos Aires                 | Fiat Linea         |
| 2011 | Turismo Carretera                                     | Ford Falcon        |
| 2011 | Top Race V6                                           | Ford Mondeo II     |
| 2011 | Top Race V6                                           | Ford Mondeo III    |
| 2011 | Invitado a los 200 km de Buenos Aires                 | Fiat Linea         |
| 2011 | Torneo de pilotos invitados del TC Mouras, 1 carrera  | Chevrolet Chevy    |
| 2012 | Turismo Carretera                                     | Ford Falcon        |
| 2012 | Torneo de pilotos invitados del TC Mouras, 2 carreras | Ford Falcon        |
| 2012 | Torneo de pilotos invitados del TC Mouras, 2 carreras | Chevrolet Chevy    |
| 2013 | Campeón Turismo Carretera                             | Ford Falcon        |
| 2014 | Turismo Carretera, 6 carreras                         | Ford Falcon        |
| 2014 | Invitado al Stock Car Brasil                          | Chevrolet Sonic    |
| 2017 | Top Race, 2 carreras                                  | Ford Mondeo III    |

- [9]

## Resultados

### Turismo Competición 2000
| Año  | Equipo                       | Auto             | 1    | 2   | 3   | 4   | 5   | 6   | 7   | 8   | 9   | 10  | 11  | 12    | 13  | 14  | Res. | Puntos |
| ---- | ---------------------------- | ---------------- | ---- | --- | --- | --- | --- | --- | --- | --- | --- | --- | --- | ----- | --- | --- | ---- | ------ |
| 2004 |                              |                  | GR   | VIE | SJU | PAR | SL  | OBE | AG  | CON | RC  | SRA | BB  | BA    | RAF | MDP | 10°  | 68     |
| 2004 | YPF Ford                     | Ford Focus I     |      | 2   | Ret | 16† | 3   | 11  | 8   | 2   | 4   | Ret | Ret | Ex.   | 9   | 9   | 10°  | 68     |
| 2005 |                              |                  | BA I | PAR | VIE | SJU | OLA | AG  | CUR | OBE | RAF | SRA | CON | BA II | SL  | GR  | 2°   | 134    |
| 2005 | Ford YPF                     | Ford Focus I     | 6    | 9   | 2   | Ret | 2   | 4   | Ret | 1   | 4   | 11  | 5   | 1     | 5   | 7   | 2°   | 134    |
| 2006 |                              |                  | BA I | OLA | CR  | VIE | SFE | SJU | SRA | RES | CUR | SMM | GR  | BA II | OBE | PAR | 13°  | 38     |
| 2006 | Honda Petrobras Podium       | Honda Civic VII  | Ret  | 7   | 7   | Ret | 10† | Ret | 20† | Ret | 12  | 8   | 12  | Ret   | Ret | 7   | 13°  | 38     |
| 2009 |                              |                  | AG   | GR  | OBE | SMM | TRH | RES | BA  | CEN | SFE | SFE | SJU | SJU   | PDF |     | -    | -      |
| 2009 | Basalto TTA                  | Toyota Corolla X |      |     |     |     | 23† |     | 24† |     |     |     |     |       | 8   |     | -    | -      |
| 2010 |                              |                  | PDE  | SMM | GR  | AG  | RES | TRH | LR  | SFE | SFE | CEN | OBE | BA    | PDF |     | -    | -      |
| 2010 | Scuderia Fiat                | Fiat Linea       |      |     |     |     |     |     |     |     |     |     |     | Ret   |     |     | -    | -      |
| 2011 |                              |                  | GR   | SFE | SFE | SMM | SJU | RES | AG  | TRH | LPL | TRE | JUN | PDF   | PAR |     | -    | -      |
| 2011 | Equipo Fiat Oil Combustibles | Fiat Linea       |      |     |     |     |     |     |     |     | 2   |     |     |       |     |     | -    | -      |

#### Copa Endurance Series
| Año  | Equipo      | Auto             | 1   | 2   | 3   | Res. | Puntos |
| ---- | ----------- | ---------------- | --- | --- | --- | ---- | ------ |
| 2009 |             |                  | TRH | BA  | PDF | 16°  | 6      |
| 2009 | Basalto TTA | Toyota Corolla X | 23† | 24† | 6   | 16°  | 6      |

## Palmarés
| Título  | Categoría                  | Automóvil          | Año  |
| ------- | -------------------------- | ------------------ | ---- |
| Campeón | Gran Turismo Internacional | BMW E36            | 1997 |
| Campeón | Gran Turismo Americano     | Chevrolet Corvette | 2001 |
| Campeón | Top Race                   | BMW E36            | 2002 |
| Campeón | Turismo Carretera          | Ford Falcon        | 2013 |

### Otras distinciones
| Título     | Categoría | Automóvil      | Año  |
| ---------- | --------- | -------------- | ---- |
| Subcampeón | TC Pista  | Ford Falcon    | 1998 |
| Subcampeón | Top Race  | BMW E36        | 1999 |
| Subcampeón | TC 2000   | Ford Focus I   | 2005 |
| Subcampeón | Top Race  | Ford Mondeo II | 2007 |

### Carreras ganadas en Turismo Carretera
| #  | Carrera de TC n.º | Fecha                    | Circuito                                    | Marca       | Promedio (km/h) |
| -- | ----------------- | ------------------------ | ------------------------------------------- | ----------- | --------------- |
| 1  | 966               | 2 de septiembre de 2001  | Autódromo Ciudad de Nueve de Julio          | Ford Falcon | 151.038         |
| 2  | 972               | 10 de febrero de 2002    | Autódromo Luis Rubén Di Palma de Mar de Ajó | Ford Falcon | 159.333         |
| 3  | 980               | 11 de agosto de 2002     | Autódromo Hermanos Emiliozzi de Olavarría   | Ford Falcon | 155.319         |
| 4  | 981               | 25 de agosto de 2002     | Autódromo Ciudad de Rafaela                 | Ford Falcon | 176.586         |
| 5  | 991               | 30 de marzo de 2003      | Autódromo Roberto Mouras de La Plata        | Ford Falcon | 137.787         |
| 6  | 997               | 3 de agosto de 2003      | Autódromo Oscar Alfredo Gálvez              | Ford Falcon | 119.524         |
| 7  | 1003              | 30 de noviembre de 2003  | Autódromo Oscar Alfredo Gálvez              | Ford Falcon | 180.270         |
| 8  | 1038              | 20 de marzo de 2006      | Autódromo Oscar y Juan Gálvez               | Ford Falcon | 174.802         |
| 9  | 1042              | 4 de junio de 2006       | Autódromo Oscar y Juan Gálvez               | Ford Falcon | 182.327         |
| 10 | 1049              | 22 de octubre de 2006    | Autódromo Juan Manuel Fangio de Balcarce    | Ford Falcon | 198.097         |
| 11 | 1052              | 11 de febrero de 2007    | Autódromo Luis Rubén Di Palma de Mar de Ajó | Ford Falcon | 163.781         |
| 12 | 1078              | 24 de agosto de 2008     | Autódromo Martín Miguel de Güemes           | Ford Falcon | 154.102         |
| 13 | 1111              | 26 de septiembre de 2010 | Autódromo Mar y Valle                       | Ford Falcon | 183.814         |
| 14 | 1158              | 8 de septiembre de 2013  | Autódromo Ciudad de Paraná                  | Ford Falcon | 170.472         |
| 15 | 1159              | 29 de septiembre de 2013 | Autódromo Rosendo Hernández                 | Ford Falcon | 163.280         |
| 16 | 1161              | 3 de noviembre de 2013   | Autódromo Provincia de La Pampa             | Ford Falcon | 181.784         |

- Total: 16 victorias entre 1999 y 2014.